# RPG-22
El RPG-22 Netto es un lanzacohetes antitanque monotiro descartable soviético, que entró en servicio en 1985 y está basado en el lanzacohetes RPG-18, pero lanza un cohete de 75,2 mm estabilizado por aletas. El lanzacohetes puede estar listo para usarse en unos 10 segundos, pudiendo penetrar blindajes de 400 mm de espesor, 1,2 m de ladrillo, o 1 m de hormigón armado.

## Operación

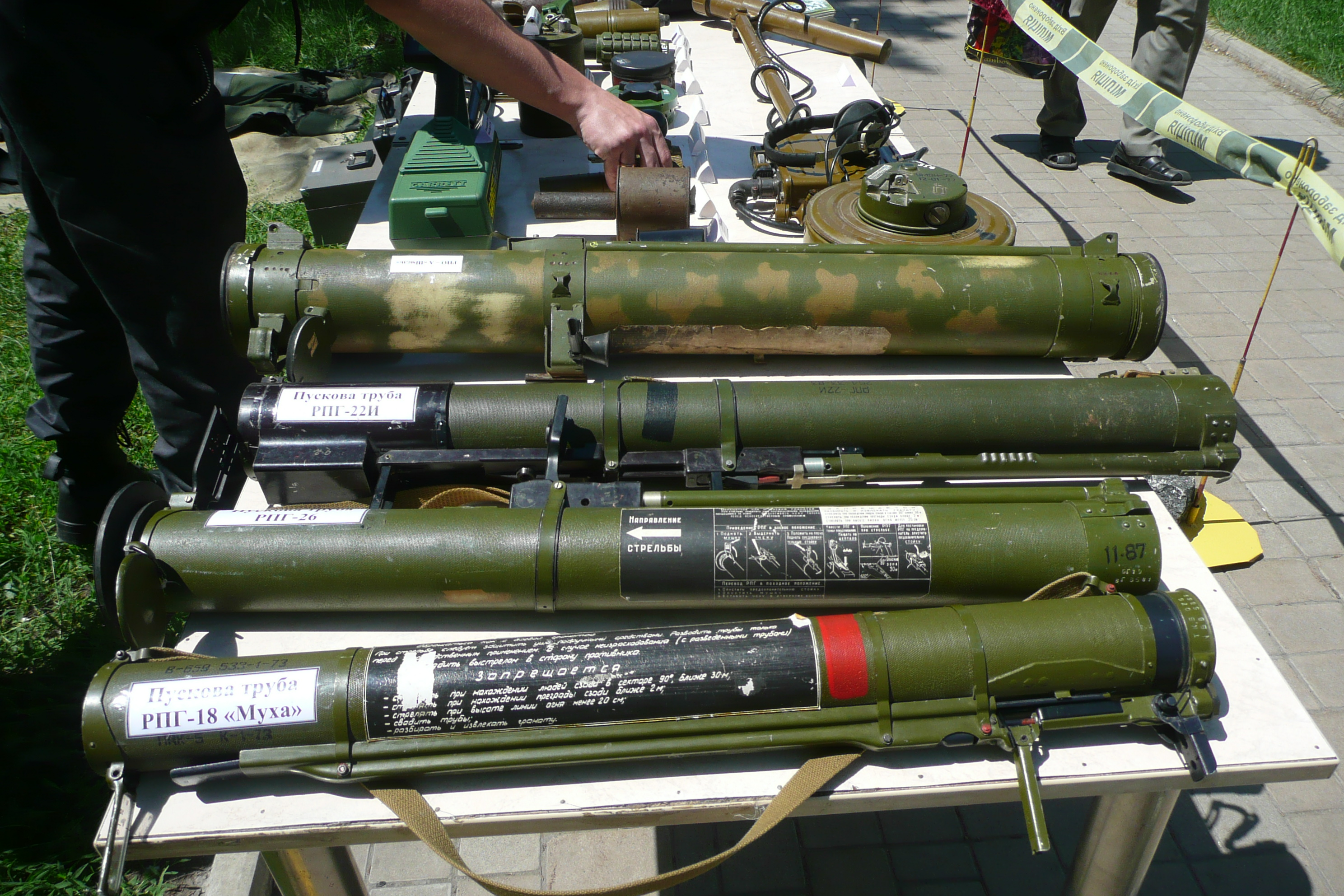
Un RPG-22 (tercero desde abajo), junto a lanzacohetes soviéticos/rusos similares.

El tubo lanzador está hecho de dos secciones de fibra de vidrio; un tubo principal que contiene el cohete, y una extensión que se despliega hacia adelante deslizándose sobre el tubo principal.
Cuando es transportado, ambos extremos del tubo lanzador están cerrados con cubiertas de plástico, las cuales se abren cuando éste se despliega. El mecanismo de lanzamiento se amartilla manualmente al levantar el alza. Cuando ésta se baja, el arma se desamartilla cuando no hay blancos a la vista.
Cuando se lanza el cohete, detrás del tubo lanzador se produce un fogonazo de por lo menos 15 m. El motor de combustible sólido del cohete se consume por completo mientras este todavía se encuentra dentro del tubo lanzador, acelerándolo a una velocidad de aproximadamente 133 m/s. El tubo lanzador tiene sencillos mecanismos de puntería plegables, graduados para alcances de 50, 150 y 250 m.
A fin de reducir los costos de entrenamiento, está disponible una variante reutilizable del RPG-22 que dispara un proyectil subcalibre de 30 mm y 350 g. Su operación es idéntica a la versión de 72,5 mm, excepto por el ruido del disparo y el fogonazo. 

## Historia
En la noche del 20 de setiembre de 2000, el Edificio SIS en Londres (sede del MI6) fue atacado por fuerzas del IRA con un lanzacohetes RPG-22, que produjo daños superficiales.
Un alijo de armas destinado al Ejército Republicano Irlandés Auténtico que fue capturado en Croacia en agosto de 2000 contenía varios lanzacohetes RPG-22. Los precios iban desde £150 a £220 por arma. El RPG-22 que se utilizó contra el edificio del MI6 era de fabricación rusa, mientras que el hallado en Dungannon era de fabricación búlgara.

## Usuarios

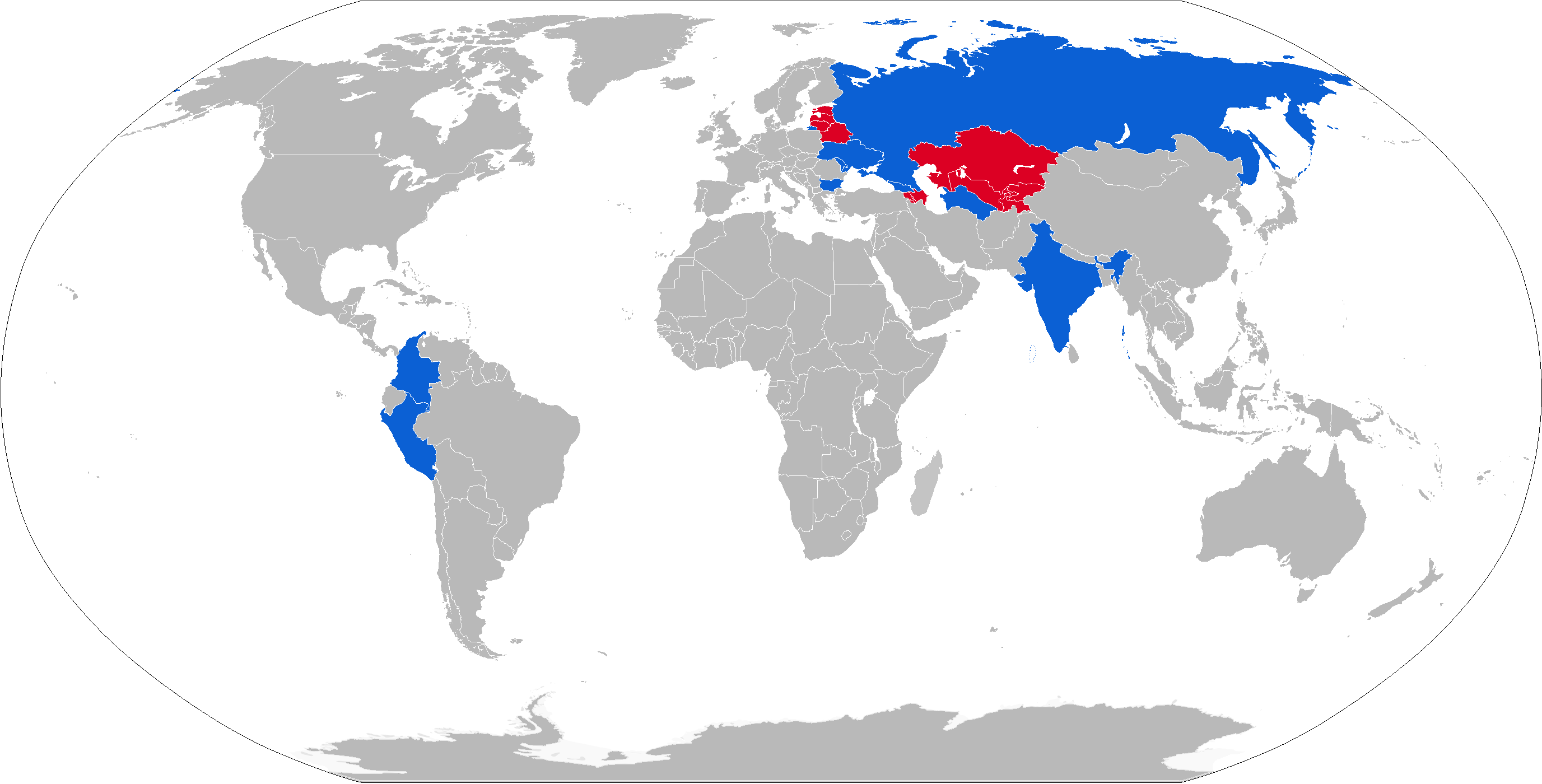
Mapa de los actuales usuarios del RPG-22 operators en azul y los anteriores usuarios en rojo.

### Actuales
- Bulgaria: producido por VMZ Sopot.[4]
- Colombia
- Georgia: producido por Centro Técnico-Científico Delta[5]
- India
- Moldavia
- Perú
- Rusia
- Ucrania

### Anteriores
- Unión Soviética: heredados por sus estados sucesores.